# Géza Csáth
Géza Csáth, född 13 februari 1887 i Szabadka, död 11 september 1919 i Kelebia, var en ungersk författare, litteraturkritiker, musikteoretiker och läkare. Hans litteratur är förknippad med fin de siècle-strömningen, i synnerhet jugend.

## Liv och gärning
Géza Csáth utexaminerades som läkare 1910 och arbetade en tid vid mentalsjukhuset i Moravcsik. Han hade under sin studietid medverkat i flera kulturtidskrifter där han varit tidig med att lyfta fram Béla Bartók och Zoltán Kodály. Med inspiration från psykoanalys och Henri Bergson vände sig Csáth mot människans inre, något som även präglades av hans experiment med droger och hans psykiska besvär. Csáth led av återkommande psykisk ohälsa och blev beroende av morfin i början av 1910-talet, vilket han skildrar i flera noveller och utförligt i sina dagböcker.
Den 22 juli 1919 sköt han ihjäl sin fru och försökte ta livet av sig genom att inta gift och skära upp sina pulsådror. Han överlevde, men rymde från sjukhuset och försökte ta sig till Moravcsik. När han stoppades av jugoslaviska gränsvakter, tog han livet av sig med gift.

## Utgivet under författarens livstid
- A varázsló kertje (1908)
- Az albíróék és egyéb elbeszélések (1909)
- Délutáni álom (1911)
- Schmith mézeskalácsos (1912)
- Muzsikusok (1913)

## Bearbetningar
Regissören János Szász har gjort två filmer efter Csáths förlagor: Witman fiúk (1997) och Ópium – egy elmebeteg nö naplója (2007).